# Randevillers
Randevillers ist eine französische Gemeinde mit 111 Einwohnern (Stand: 1. Januar 2022) im Département Doubs in der Region Bourgogne-Franche-Comté.

## Geographie
Die Gemeinde Randevillers liegt auf 515 m, fünf Kilometer westnordwestlich von Sancey-le-Grand und etwa 30 Kilometer südwestlich der Stadt Montbéliard (Luftlinie). Das Dorf erstreckt sich im Jura, in leichter Muldenlage am Nordfuß des Mont de Vey, südlich der Lomontkette.
Die Fläche des 4,36 km² großen Gemeindegebiets umfasst einen Abschnitt des französischen Juras. Der zentrale Teil des Gebietes wird vom Plateau von Randevillers eingenommen, das durchschnittlich auf 500 m liegt. Es ist überwiegend von Acker- und Wiesland bestanden. Nach Norden fällt es steil ab zu einer Talfurche, welche topographisch zum Einzugsgebiet des Cusancin gehört, jedoch kein oberirdisches Fließgewässer besitzt, weil das Niederschlagswasser im verkarsteten Untergrund versickert. Dieser Taleinschnitt stellt die Verbindung zwischen dem Becken von Sancey und dem Cusancin her.
Nach Süden leitet eine knapp 100 m hohe Geländestufe zum Plateau des Mont de Vey (610 m) über, der einen Vorsprung am Westrand des Beckens von Sancey darstellt. Mit einem schmalen Streifen erstreckt sich das Gemeindeareal über das Hochplateau bis zum Hügel von Châtelard, auf dem mit 662 m die höchste Erhebung von Randevillers erreicht wird. Ganz im Osten reicht das Gebiet in das Becken von Sancey.
Nachbargemeinden von Randevillers sind Chazot im Norden, Sancey mit Sancey-le-Grand im Osten und Süden sowie Vellevans im Westen.

## Geschichte
Durch das Gebiet von Randevillers führte zur Römerzeit ein wichtiger Verkehrsweg, der die Verbindung zwischen Vesontio (Besançon) und dem Oberrhein herstellte. Im Mittelalter gehörte Randevillers zur Herrschaft Belvoir. Zusammen mit der Franche-Comté gelangte das Dorf mit dem Frieden von Nimwegen 1678 an Frankreich.

### Bevölkerungsentwicklung
| Jahr                       | 1962 | 1968 | 1975 | 1982 | 1990 | 1999 | 2006 | 2012 | 2022 |
| Einwohner                  | 173  | 147  | 124  | 107  | 113  | 113  | 103  | 108  | 111  |
| Quellen: Cassini und INSEE |      |      |      |      |      |      |      |      |      |

Mit 111 Einwohnern (Stand 1. Januar 2022) gehört Randevillers zu den kleinsten Gemeinden des Départements Doubs. Nachdem die Einwohnerzahl in der ersten Hälfte des 20. Jahrhunderts deutlich abgenommen hatte (1896 wurden noch 245 Personen gezählt), wurden seit Beginn der 1980er Jahre nur noch geringe Schwankungen verzeichnet.

## Sehenswürdigkeiten
Die Kirche Nativité-de-Notre-Dame (Mariä Geburt) von Randevillers wurde 1803 erbaut und besitzt bemerkenswerte Holzstatuen, darunter eine Christusstatue mit sechs Fingern. Im Ortskern sind verschiedene Bauernhäuser im traditionellen Stil der Franche-Comté aus dem 18. Jahrhundert erhalten.

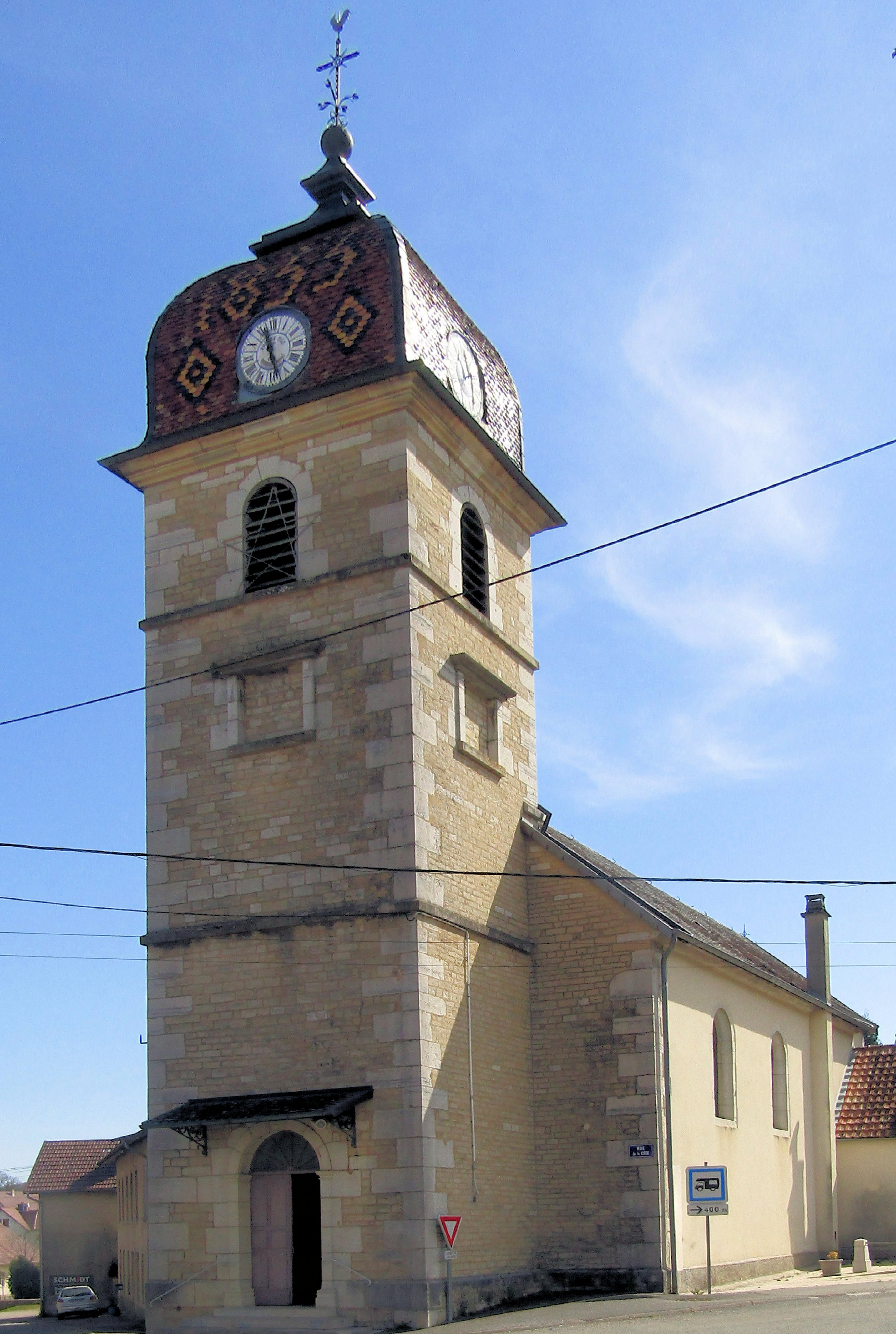
Kirche Mariä Geburt
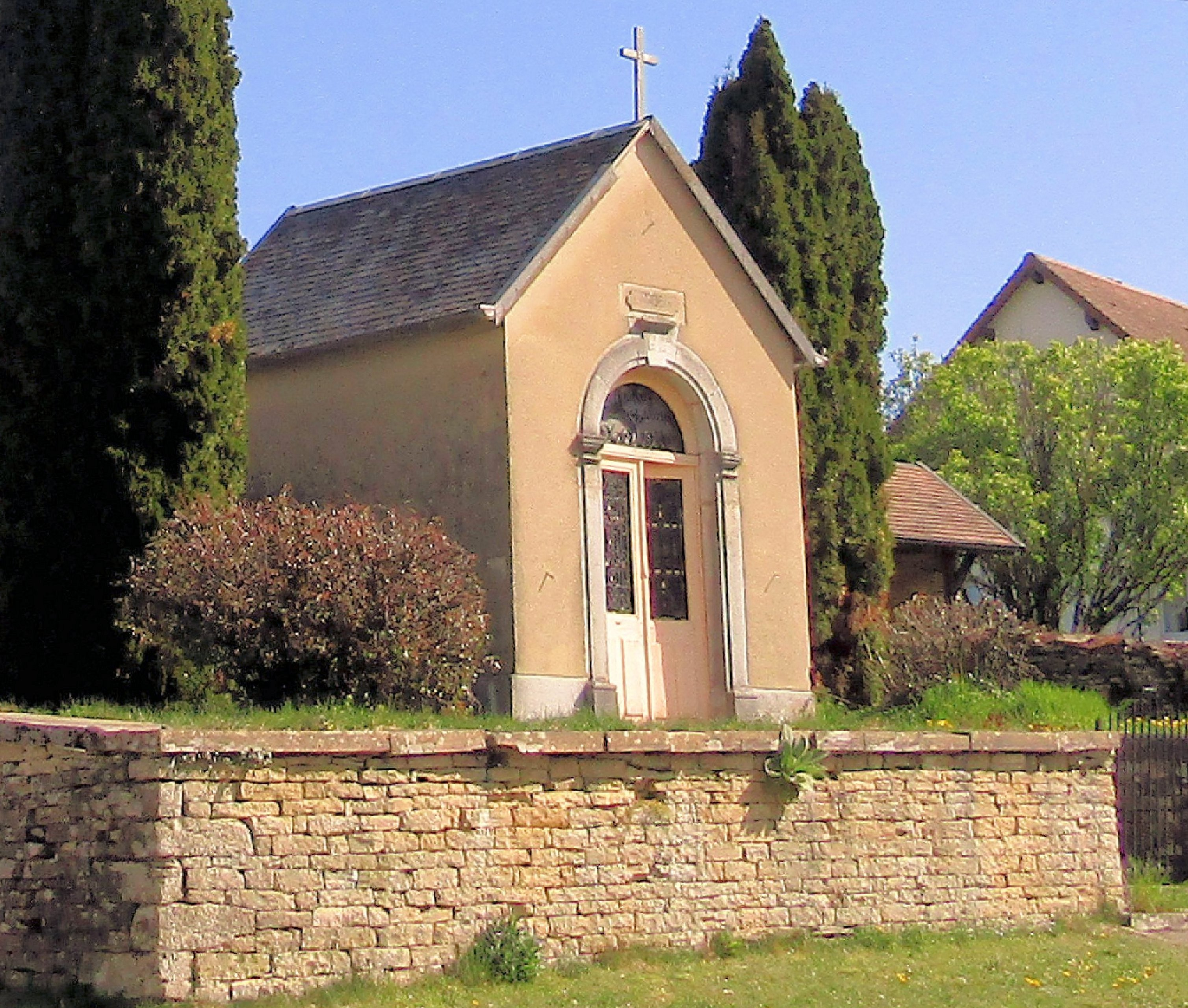
Kapelle der Verkündigung
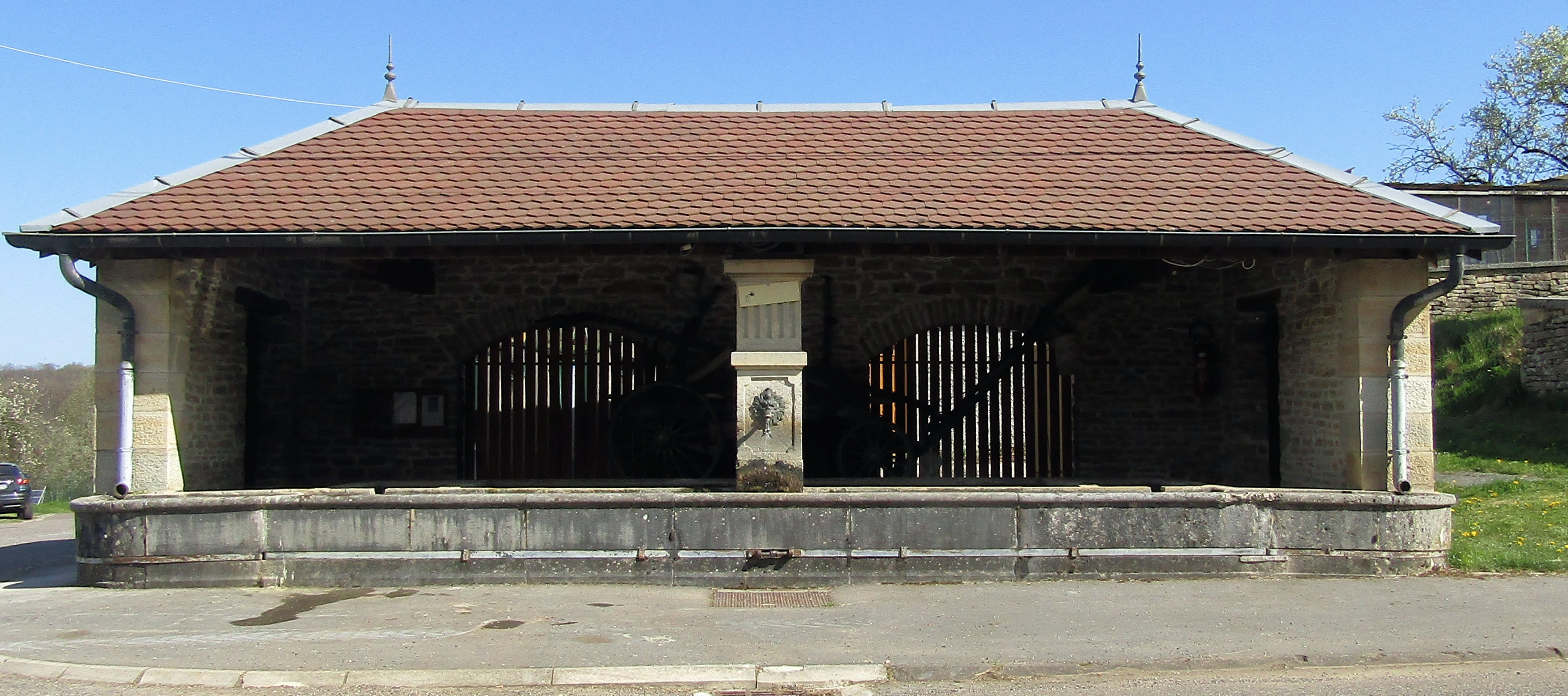
Lavoir
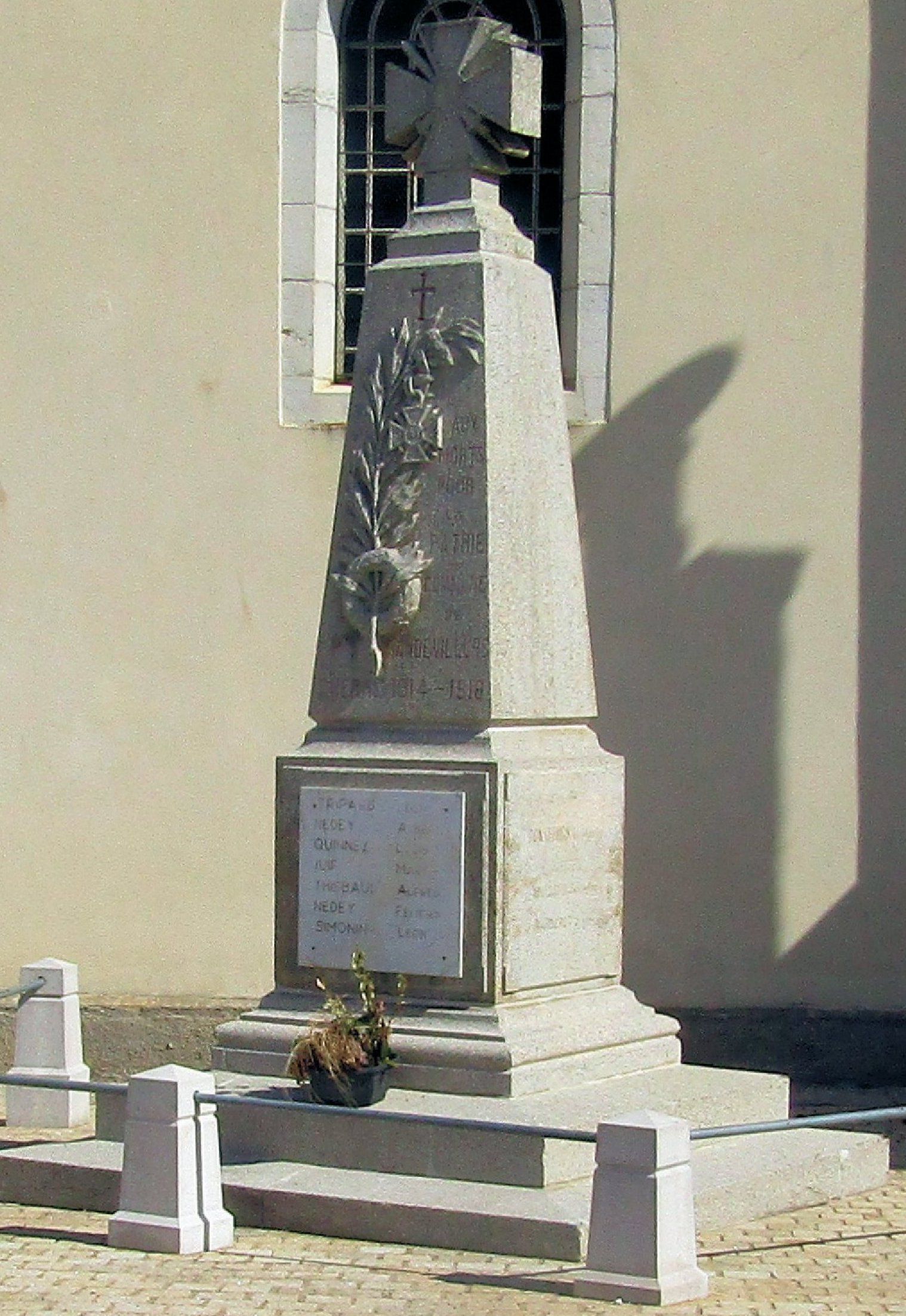
Gefallenendenkmal

## Wirtschaft und Infrastruktur
Randevillers war bis weit ins 20. Jahrhundert hinein ein vorwiegend durch die Landwirtschaft (Ackerbau, Obstbau und Viehzucht) geprägtes Dorf. Daneben gibt es heute einige Betriebe des lokalen Kleingewerbes. Viele Erwerbstätige sind auch Wegpendler, die in den größeren Ortschaften der Umgebung ihrer Arbeit nachgehen.
Die Ortschaft liegt abseits der größeren Durchgangsstraßen an einer Departementsstraße, die von Besançon nach Sancey-le-Grand führt. Eine weitere Straßenverbindung besteht mit Chazot.